# Яворовий потік (притока Білки)
Яворовий Потік (словац. Javorinka (přítok Bielé vody)), (пол. Jaworowy Potok) — гірська річка Словаччині й Польщі, у Попрадському окрузі й Татранському повіті Пряшівського краю й Малопольського воєводства. Права притока Білки, (басейн Балтійського моря).

## Опис
Довжина річки 18 км, найкоротша відстань між витоком і гирлом — 10,79  км, коефіцієнт звивистості річки — 1,67 . Формується притоками та безіменними струмками.

## Розташування
Бере початок у Татранській Яворині на висоті 1886 м. Тече переважно на північний захід і у селі Юргув впадає у річку Білку, праву притоку Дунайця. Серед приток — Чорний Потік.

## Цікавий факт
- У Татранський Яворині річку перетинає автошлях № 3078, а у Юогув — атошлях  49

## Галерея

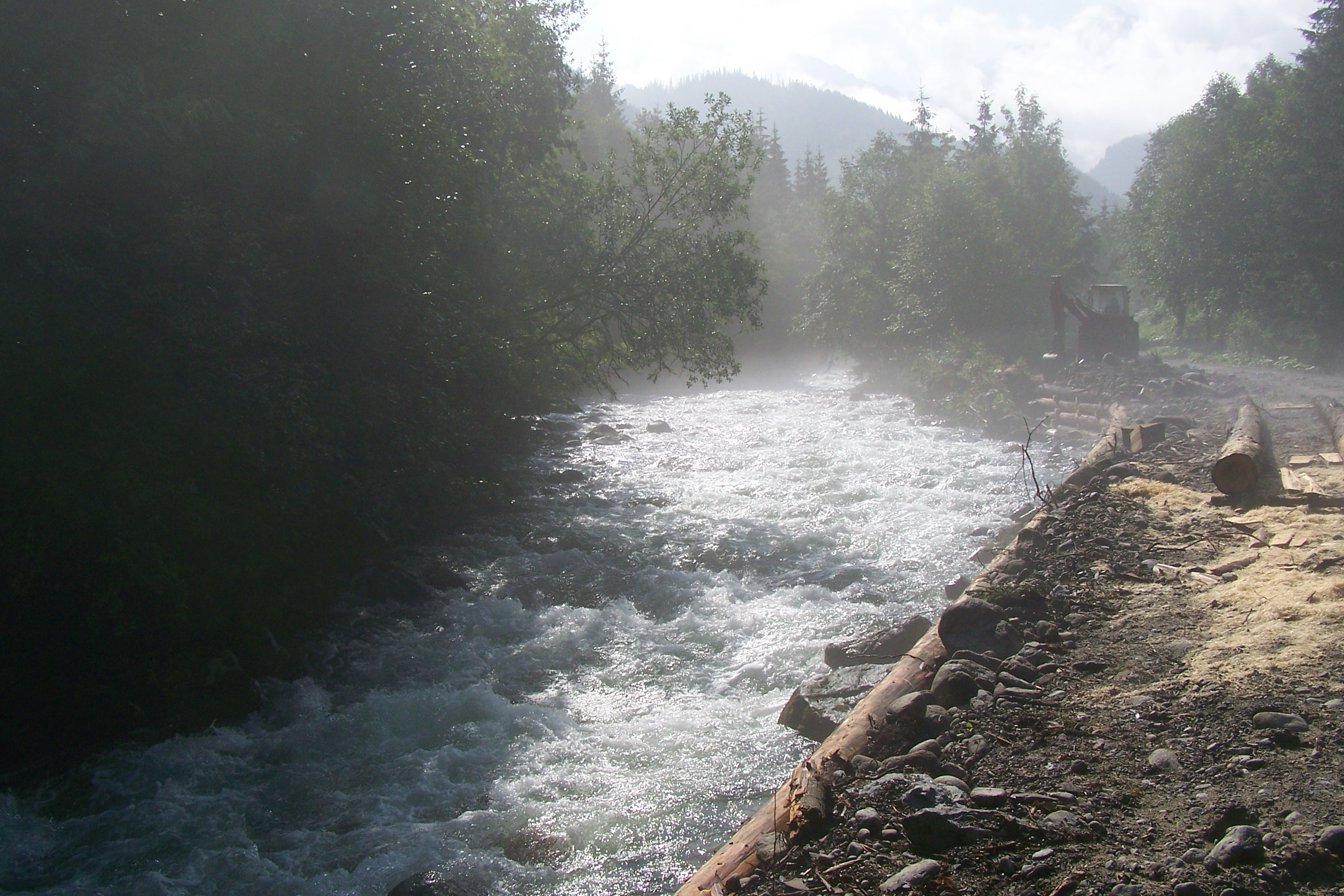
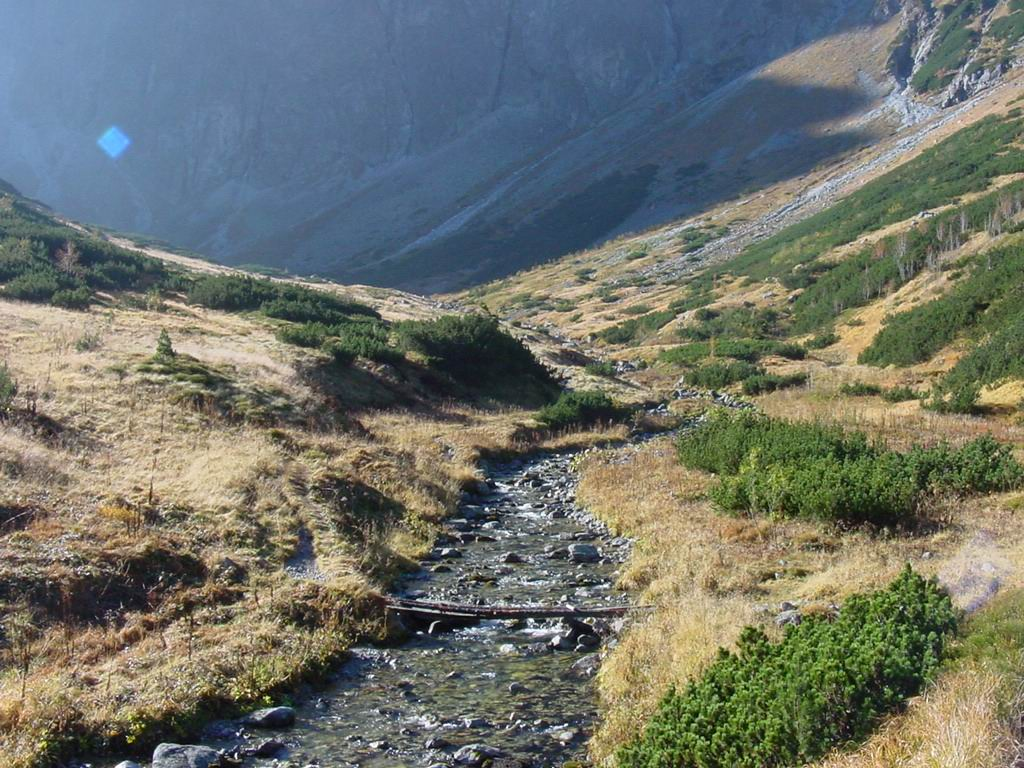
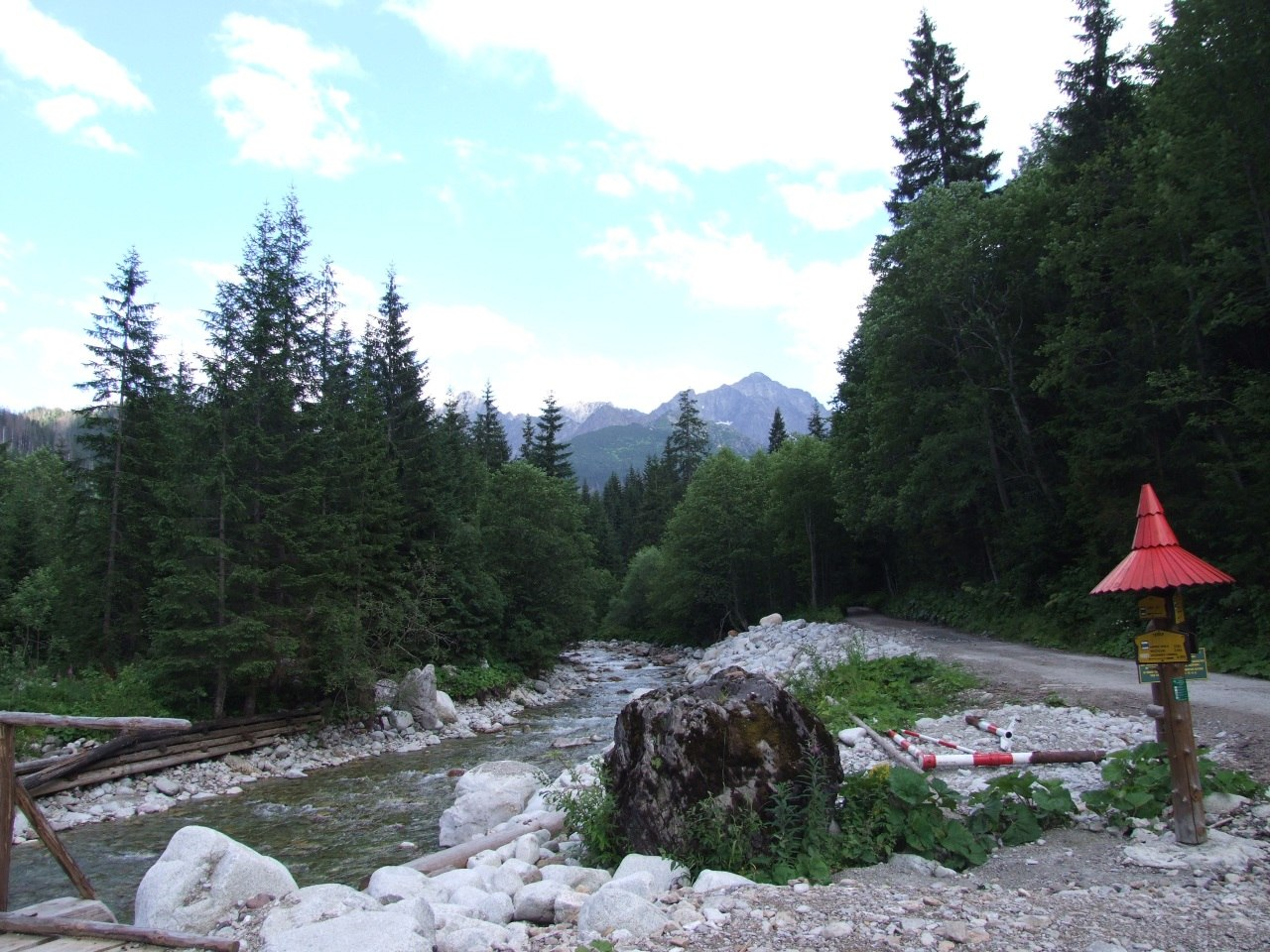